# Phrynoderma
Phrynoderma – rodzaj płazów bezogonowych z podrodziny Dicroglossinae w obrębie rodziny Dicroglossidae.

## Rozmieszczenie geograficzne
Rodzaj obejmuje gatunki występujące w Bangladeszu i Indiach od Pendżabu na południe do Kerali, prawdopodobnie do Manipuru, Sri Lanki i Pakistanu.

## Systematyka
Rodzaj zdefiniował w 1843 roku austriacki zoolog Leopold Fitzinger w publikacji własnego autorstwa zatytułowanej Systematyka gadów. Część pierwsza, Amblyglossae. Gatunkiem typowym jest (oryginalne oznaczenie) Ph. hexadactylum.

### Etymologia
Phrynoderma: gr. φρυνη phrunē, φρυνης phrunēs ‘ropucha’; δερμα derma, δερματος dermatos ‘skóra’.

### Podział systematyczny
Do rodzaju należą następujące gatunki:
- Phrynoderma aloysii Joshy, Alam, Kurabayashi, Sumida & Kuramoto, 2009
- Phrynoderma hexadactylum (Lesson, 1834)
- Phrynoderma karaavali (Priti, Naik, Seshadri, Singal, Vidisha, Ravikanth & Gururaja, 2016)
- Phrynoderma kerala (Dinesh, Channakeshavamurthy, Deepak, Ghosh & Deuti, 2021)
- Phrynoderma konkani Yadav, Bhosale, Koli, Gopalan, Kadam, Khandekar & Dinesh, 2024